# Tallon Griekspoor
Tallon Griekspoor (* 2. července 1996 Haarlem) je nizozemský profesionální tenista. Ve své dosavadní kariéře na okruhu ATP Tour vyhrál tři singlové a dva deblové turnaje. Na challengerech ATP a okruhu ITF získal šestnáct titulů ve dvouhře a sedm ve čtyřhře.
Na žebříčku ATP byl ve dvouhře nejvýše klasifikován v listopadu 2023 na 21. místě a ve čtyřhře v červnu 2024 na 61. místě. Trénují ho Dennis Schenk a Kristof Vliegen.
V nizozemském daviscupovém týmu debutoval v roce 2019 ostravským kvalifikačním kolem s Českou republikou. V úvodní dvouhře podlehl Jiřímu Veselému. Nizozemci přesto zvítězili 3:1 na zápasy a postoupili do finálového turnaje. V nursultanském kvalifikačním kole 2020 proti Kazachstánu pak prohrál s Alexandrem Bublikem po nezvládnutých tiebreacích. Kazachstánci vyhráli 3:1 na zápasy. Do září 2023 v soutěži nastoupil k deseti mezistátním utkáním s bilancí 5–5 ve dvouhře a 0–0 ve čtyřhře.

## Soukromý život
Narodil se roku 1996 v severoholandském Haarlemu do rodiny motokrosového závodníka Rona a tenisové trenérky Monique Griekspoorových. Jeho bratři, dvojčata Scott a Kevin Griekspoorovi, jsou o 5,5 roku starší a také hrají závodně tenis. V sedmnácti letech se přestěhoval do Belgie, aby rozvíjel kariéru pod vedením bývalého hráče světové třicítky Kristofa Vliegena.

## Tenisová kariéra
V rámci událostí okruhu ITF debutoval v červenci 2014. Na turnaji v belgickém Knokke dotovaném 10 tisíci dolary podlehl v úvodním kole Václavu Šafránkovi z osmé světové stovky. Během července 2018 si premiérový singlový titul na challengerech odvezl z antukového Tampere Open, turnaje s rozpočtem 43 tisíc eur. Ve finále přehrál argentinského hráče Juana Ignacia Londera, jemuž patřila 136. příčka klasifikace.

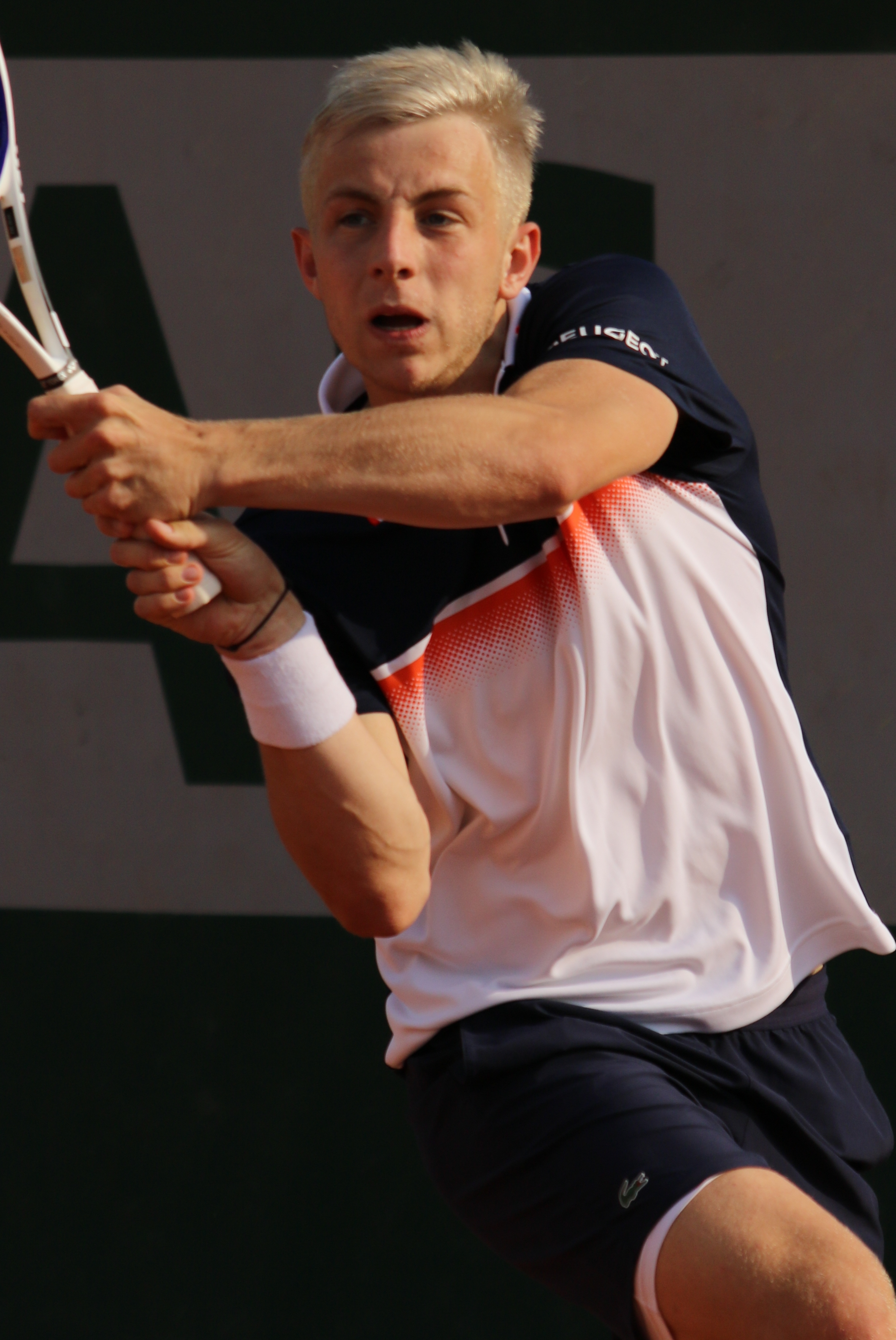
V kvalifikaci French Open 2019

Na okruhu ATP Tour debutoval rotterdamským ABN AMRO World Tennis Tournament 2017 z kategorie ATP 500, do něhož obdržel divokou kartu. Na úvod však uhrál jen pět gamů na Lucemburčana Gillese Müllera. Rovněž v dalších ročních mu organizátoři udělili divokou kartu. Na Rotterdam Open 2018 tak v první fázi vyřadil světovou třináctku Stana Wawrinku, ale poté nezvládl duel s krajanem Robinem Haaseem. Do Rotterdam Open 2019 vstoupil vítězstvím nad jedenáctým hráčem žebříčku Karenem Chačanovem. Cestu soutěží ve druhém kole ukončil Francouz Jo-Wilfried Tsonga.
Debut v hlavní soutěži nejvyšší grandslamové kategorie zaznamenal v mužském singlu Australian Open 2020 po zvládnuté tříkolové kvalifikaci. V melbournské dvouhře nenašel recept na třicátého čtvrtého tenistu světa Taylora Fritze. Po pětiměsíčním přerušení okruhu kvůli pandemii covidu-19 se vrátil do sezóny v srpnu 2020 pražskými challengery I. ČLTK Prague Open a RPM Open. Na prvním z nich jej ve čtvrtfinále vyřadil Pierre-Hugues Herbert z osmé desítky žebříčku. Na druhém odešel poražen z finále od Rusa Aslana Karaceva z konce druhé světové stovky. Na navazujícím ostravském Prosperita Open vypadl v semifinále s Němcem Oscarem Ottem. Soupeři porážku oplatil ve finále květnového I. ČLTK Prague Open 2021, kde získal třetí challengerový triumf.
První titul na túře ATP vybojoval ve čtyřhře halového European Open 2022. V páru s krajanem Boticemvan de Zandschulpem ve finále zdolali indicko-nizozemské turnajové dvojky Rohana Bopannu s Matwém Middelkoopem. Jako pár do turnaje přitom vstupovali bez jediné výhry se zápasovou bilancí 0–4. Singlovou trofej si odvezl z lednového Maharashtra Open 2023, kde do závěrečného utkání turnaje postoupil přes osmého nasazeného Aslana Karaceva. V něm porazil Francouze Benjamina Bonziho po třísetovém průběhu.

## Finále na okruhu ATP Tour
| Legenda                     |
| --------------------------- |
| D – dvouhra; Č – čtyřhra    |
| Grand Slam (0)              |
| Turnaj mistrů (0)           |
| ATP Tour Masters 1000 (0)   |
| ATP Tour 500 (0–1 D 1–0 Č)  |
| ATP Tour 250 (3–1 D; 1–1 Č) |

### Dvouhra: 5 (3–2)
| Stav      | č. | datum       | turnaj                         | kategorie | povrch | soupeř ve finále | výsledek                |
| --------- | -- | ----------- | ------------------------------ | --------- | ------ | ---------------- | ----------------------- |
| Vítěz     | 1. | leden 2023  | Puné, Indie                    | ATP 250   | tvrdý  | Benjamin Bonzi   | 4–6, 7–5, 6–3           |
| Vítěz     | 2. | červen 2023 | 's-Hertogenbosch, Nizozemsko   | ATP 250   | tráva  | Jordan Thompson  | 6–7(4–7), 7–6(7–3), 6–3 |
| Finalista | 1. | srpen 2023  | Washington D.C., Spojené státy | ATP 500   | tvrdý  | Daniel Evans     | 5–7, 3–6                |
| Finalista | 2. | duben 2025  | Marrákeš, Maroko               | ATP 250   | antuka | Luciano Darderi  | 6–7(3–7), 6–7(4–7)      |
| Vítěz     | 3. | červen 2025 | Mallorca, Španělsko            | ATP 250   | tráva  | Corentin Moutet  | 7–5, 7–6(7–3)           |

### Čtyřhra: 3 (2–1)
| Stav      | č. | datum       | turnaj                         | kategorie | povrch    | spoluhráč               | soupeři ve finále                   | výsledek              |
| --------- | -- | ----------- | ------------------------------ | --------- | --------- | ----------------------- | ----------------------------------- | --------------------- |
| Vítěz     | 1. | říjen 2022  | Antverpy, Belgie               | ATP 250   | tvrdý (h) | Botic van de Zandschulp | Rohan Bopanna Matwé Middelkoop      | 3–6, 6–3, [10–5]      |
| Vítěz     | 2. | březen 2024 | Dubaj, Spojené arabské emiráty | ATP 500   | tvrdý     | Jan-Lennard Struff      | Austin Krajicek Ivan Dodig          | 6–4, 4–6, [10–6]      |
| Finalista | 2. | únor 2025   | Montpellier, Francie           | ATP 250   | tvrdý (h) | Bart Stevens            | Botic van de Zandschulp Robin Haase | 7–6(9–7), 3–6, [5–10] |

## Tituly na challengerech ATP a okruhu ITF
| Legenda                 |
| ----------------------- |
| Challengery (11 D; 0 Č) |
| ITF (7 D; 7 Č)          |

### Dvouhra (18 titulů)
| Č.  | datum          | turnaj                          | povrch    | poražený finalista      | výsledek      |
| --- | -------------- | ------------------------------- | --------- | ----------------------- | ------------- |
| 1.  | srpna 2016     | Koksijde, Belgie                | antuka    | Thomas Bréchemier       | 7–5, 7–6(7–4) |
| 2.  | října 2016     | Antalya, Turecko                | tvrdý     | Dimitar Kuzmanov        | 6–4, 6–4      |
| 3.  | března 2017    | Manáma, Bahrajn                 | tvrdý     | Michal Konečný          | 6–4, 6–4      |
| 4.  | září 2017      | Jönköping, Švédsko              | tvrdý (h) | Dmitryj Žyrmont         | 7–6(7–5), 6–4 |
| 5.  | října 2017     | Falun, Švédsko                  | tvrdý (h) | Jürgen Zopp             | 6–4, 6–1      |
| 6.  | října 2017     | Heráklion, Řecko                | tvrdý     | Matteo Viola            | 7–6(7–4), 6–4 |
| 7.  | listopadu 2017 | Heráklion, Řecko                | tvrdý     | Carlos Gómez-Herrera    | 6–4, 6–2      |
| 1.  | července 2018  | Tampere, Finsko                 | antuka    | Juan Ignacio Londero    | 6–3, 2–6, 6–3 |
| 2.  | září 2019      | Banja Luka, Bosna a Hercegovina | antuka    | Sumit Nagal             | 6–2, 6–3      |
| 3.  | květen 2021    | Praha, Česko                    | antuka    | Oscar Otte              | 5-7, 6-4, 6-4 |
| 4.  | červen 2021    | Bratislava, Slovensko           | antuka    | Sebastián Báez          | 7–6(8–6), 6–3 |
| 5.  | červenec 2021  | Amersfoort, Nizozemsko          | antuka    | Botic van de Zandschulp | 6–1, 3–6, 6–1 |
| 6.  | říjen 2021     | Murcia, Španělsko               | antuka    | Roberto Carballés Baena | 3–6, 7–5, 6–3 |
| 7.  | říjen 2021     | Neapol, Itálie                  | antuka    | Andrea Pellegrino       | 6–3, 6–2      |
| 8.  | říjen 2021     | Neapol, Itálie                  | antuka    | Alexander Ritschard     | 6–3, 6–2      |
| 9.  | listopad 2021  | Tenerife, Španělsko             | tvrdý     | Feliciano López         | 6–4, 6–4      |
| 10. | listopad 2021  | Bratislava, Slovensko           | tvrdý (h) | Zsombor Piros           | 6–3, 6–2      |
| 11. | červenec 2022  | Amersfoort, Nizozemsko          | antuka    | Roberto Carballés Baena | 6–1, 6–2      |

### Čtyřhra (7 titulů)
| Č. | datum         | turnaj                 | povrch | spoluhráč         | poražení finalisté                 | výsledek                   |
| -- | ------------- | ---------------------- | ------ | ----------------- | ---------------------------------- | -------------------------- |
| 1. | srpna 2014    | De Panne, Belgie       | antuka | Scott Griekspoor  | Michael Geerts James Junior Storme | 6–1, 6–2                   |
| 2. | srpna 2015    | Vierumäki, Finsko      | antuka | Bobbie De Goeijen | Herkko Pöllänen Mikael Torpegaard  | 6–4, 7–6(7–2)              |
| 3. | ledna 2016    | Antalya, Turecko       | tvrdý  | Tim van Rijthoven | Martin Blaško Paul Monteban        | 6–3, 6–1                   |
| 4. | června 2016   | Alkmaar, Nizozemsko    | antuka | Tim van Rijthoven | Ruben Gonzales Connor Smith        | 7–6(7–3), 6–7(3–7), [10–8] |
| 5. | července 2016 | Middelburg, Nizozemsko | antuka | Tim van Rijthoven | Bobbie De Goeijen Yanais Laurent   | 6–2, 6–4                   |
| 6. | března 2017   | Heráklion, Řecko       | tvrdý  | Kevin Griekspoor  | Richard Gabb Luke Johnson          | 6–3, 6–4                   |
| 7. | srpna 2017    | Antalya, Turecko       | antuka | Sidney de Boer    | Anis Ghorbel Filip Horanský        | 6–4, 7–6(7–3)              |